# Makkéf
A makkéf (מַקֵּיף măqqêf, maqqeph, maqqéf, makkeph; gerenda, csatlakoztató, összekötő) a héber szavakat felül összekötő vízszintes vonás: ־, az olvasási segédjelek egyike (√נקף nqf, hif. csatlakoztat, összeköt). A bibliai héberben maximum négy szó összekötésére van példa: 
- כָּל־אָדָם kol-ádám minden ember
- אֶת־כָּל־עֵשֶׂב et-kol-`észev és minden növényt (1Móz 12:9)
- אֶת־כָּל־אֲשֶׁר־לוֹ et-kol-aser-ló mindazt, ami neki van (hímnem) (1Móz 25:5)

## Használata
A makkéf hangsúlyozási és/vagy értelmi okokból kötheti össze a szavakat, de jelentésmódosító szerepe nincs. Az így kötött szavak többnyire értelmi egységet alkotnak, fordítva azonban ez nem érvényes: az egyértelműen (akár értelmileg, akár logikailag, akár ragozásilag) összetartozó szavakat sem kötelező makkéffel kötni.
Legfontosabb szerepe, hogy a makkéffel összekötött szavak egy hangsúlyozási egységnek számítanak, ahol az egyetlen hangsúlyt az utolsó szó viseli (ennek ellenére a Bibliában a makkéffel kötött többszótagú szavak mindegyike kap neginának nevezett hangsúlyjelet). Ebből következően, a szerkezet elöl álló szavai, amennyiben van nekik, mindig a rövidült, úgynevezett konstruált alakjukban szerepelnek (ez az igékre is érvényes, pl. הִתְהַלֵּךְ hithalléch, de הִתְהַלֶּך־ hithallech-, mindkettő járt).
1. Bizonyos egyszótagú prepozíciók és kötőszavak szinte kivétel nélkül (lényegében kötelező jelleggel) makkéffel kapcsolódnak a rájuk következő szóhoz:
  - אֶל־ el- hoz-, hez-, höz-, עַד־ ad- -ig, amíg, עַל־ al- val-, vel, rajta, ellene, עִם־ val-, vel-;
  - אַל־ al- ne!, אִם־ im- ha, מִן־ min- ból-, tól-, ról-, פֶּן־ pen- nehogy.  ' 
  - A makkéfnek ezt a kötelező használatát a Bibliában kiválthatják kötő neginák (5Móz 27:9, 2S 20:23, Jer 25:30, 29:25, Préd 9:4).
2. Bizonyos egyszótagú simulószavakat is kötni kell a megelőző szóhoz, de ezek hangsúlytalanok maradnak:
  - ־נָה ná kérő partikula: הוֹשִׁיעָה־נָּה hósí`á-nná szabadíts meg-kérlek
3. Egyszótagú szavakat szokás kötni a megelőző többszótagoshoz, ezek, mivel nem simulószók, megtartják hangsúlyukat (helyesebben: viselik az egész szerkezet hangsúlyát):
  - הִתְהַלֶּךְ־נֹחַ hithallech-`Nóah járt Noé (1Móz 6:9; a Nóah (Nōăḥ)-ban álló patah nem rendes a, hanem ejtéskönnyítő patah furtivum, ezért számít egyszótagosnak)
  - וַיְהִי־כֵן vajehí-chén és úgy lett (1Móz 1:7)
4. Talán legfontosabb használati területe a birtokviszonyban lévő szavak kötése (ez azonban el is maradhat, nem kötelező, illetve a makkéf elhelyezésére a neginák is hatással vannak, így azt "kiiktathatják" - így tehát ugyanaz a szerkezet állhat kötve és külön is).
  - אַנְשֵׁי־הָעִיר ansé-há|ír a|város férfiai (< אֲנָשִׁים anásím férfiak)
  - תּוֹרַת־יְהֹוָה tórat-Adonáj Jhvh törvénye (תּוֹרָה tórá törvény)
  - צִדְקַת־הָעָם cidkat-há|ám a|nép-igazsága (צְדָקָה cedáká)